# Sentry (Marvel)
Sentry is de codenaam van verschillende niet gerelateerde fictieve personages uit de strips van Marvel Comics. De huidige en meest bekende Sentry is Robert Reynolds, die lid is van de New Avengers.

## Curtis Elkins
De Sentry (echte naam Curtis Elkins) is een lid van een undercover high-tech antimisdaad organisatie genaamd de Jury. Deze organisatie heeft banden met de overheid, maar opereert over het algemeen alleen met het recht om criminelen te arresteren en veroordelen. Curtis is een officier van de Jury.

### Biografie
Curtis werkte als bewaker in de Vault (een speciale gevangenis voor superschurken). Hij hield toezicht op o.a. Rhino, Tarantula, Orka en Klaw. Tijdens een opstand brandde het gebouw af en verschillende bewakers en burgers werden gedood. Teleurgesteld verliet Curtis de politie.
Hij sloot zich aan bij de Jury, een instelling opgericht door Generaal Orwell Taylor, wiens zoon was gedood door Venom. Om die reden waren Venom en alle andere symbioten het voornaamste doelwit van de Jury. Na de dood van Orwell werd de organisatie gereorganiseerd door zijn andere zoon, Maxwell. Curtis kreeg een speciaal pantser en werd de Sentry. Bijna al zijn latere teamgenoten waren voormalige collega’s van de Vault.
In een laatste gevecht met Hybrid raakte hij zwaargewond, zowel fysiek als mentaal.

### Krachten en vaardigheden
De Sentry en andere Juryleden droegen speciale gepantserde pakken, gemodelleerd naar hun oude kostuums die ze als Vault-bewakers droegen. Sentry’s harnas gaf hem toegenomen kracht. Hij was sterk genoeg om zich te meten met Spider-Man. Via aangepaste laarzen kon hij vliegen, en het pak was uitgerust met een energiepistool.

## Robert Reynolds
De Sentry bekend als Robert Reynolds verscheen voor het eerst in zijn eigen miniserie, waarin hij bekendstond als een vergeten creatie van Stan Lee. Dit bleek later gewoon een marketingsstunt te zijn. Hij werd later lid van de Avengers, en kreeg een tweede miniserie.

## Stewart Ward
Steward Ward (ook bekend als Senator Ward, hoewel van beide namen wordt aangenomen dat ze vals zijn. Beide namen kunnen synoniemen zijn voor "sentry") verscheen voor het eerst als Senator in het 22e deel van de serie “Amazing Spider-Man Vol. 2.” Hij was ooit een geheim agent voor S.H.I.E.L.D. onder de naam Sentry, en diende als dubbelagent voor de Z'Nox, een buitenaardse beschaving die op het punt stond de aarde aan te vallen. Hij werkte ook voor zichzelf als huursoldaat, die met elke situatie zijn voordeel probeert te doen. Hierdoor stal hij een monster van een buitenaardse levensvorm, de Z’Nox, uit een HYDRA basis. Dit monster infecteerde hem, en maakte hem een alien/mens hybride.
Ward was betrokken bij veel oorlogen tussen criminele bendes, en wordt gezocht door HYDRA, Kingpin, Norman Osborn en de Ranger.

## Val, the Galadorian
Val (achternaam niet bekend), ook bekend als de Sentry, is een lid van de Spaceknights en officier van het vlaggenschip van het Galadoriaanse leger. Hij werd verwond gedurende een aanval van de Trionians, die tevens de Galadoriaans elieder, de Prime Director, vermoordden.

## Ultimate Sentry
In het Ultimate Marvel universum, wordt S.H.I.E.L.D.'s versie van de Ruimtetelescoop Hubble Sentry genoemd. Hij wordt gebruikt om het zonnestelsel gedetailleerd in beeld te brengen, en was de eerste die Gah Lak Tus opmerkte toen die de Aarde naderde.
Een menselijke Sentry verscheen in een crossover verhaallijn van de Ultimate Fantastic Four. Deze Sentry is van een niet nader genoemde dimensie, en was de bron van de infectie in de Marvel Zombies serie.